# Апраксина, Ольга Александровна
Ольга Александровна Апраксина (17 июля 1910, Иваново — 11 ноября 1990, Москва) — советский музыковед, музыкальный педагог, профессор, доктор педагогических наук (1971). Заведующая кафедрой пения и методики его преподавания музыкального факультета Московского государственного педагогического института имени В. И. Ленина (1968–1976). 

## Биография
Ольга Александровна Апраксина родилась 17 июля 1910 года в Иваново-Вознесенске.
В 1936 завершила обучение на музыкально-педагогическом факультете Московской государственной консерватории по классу фортепьяно, обучалась у профессора М. Р. Раухвергера. С 1936 по 1940 годы декан музыкально-педагогического факультета Свердловской консерватории. С 1940 года стала работать преподавателем в Московской государственной консерватории. С 1943 по 1955 годы работала педагогом Московского городского музыкального училища. 
В 1947 году успешно защитила диссертацию на соискание степени кандидата наук на тему «Методика музыкального воспитания в школе». С этого периода старший научный сотрудник НИИ теории и истории педагогики Академии педагогических наук РСФСР. С 1959 по 1966 годы работала в должности заместителя директора по научной части НИИ художественного воспитания Академии педагогических наук. С 1966 года начала свою педагогическую деятельность в Московском государственном педагогическом институте им. В.И. Ленина. Сначала работала консультантом по научной работе, затем была избрана заведующей кафедрой пения и методики его преподавания.
Под руководством Апраксиной были подготовлены программно-методические материалы для студентов музыкальных факультетов педагогических вузов. Она является автором 17 выпусков сборников «Музыкальное воспитание в школе», а также учебника «Методика музыкального воспитания в школе». Студентам читала курс по методике музыкального воспитания. В 1971 году защитила докторскую диссертацию. Ольга Апраксина одна из первых исследователей истории русской музыкальной педагогики. Проанализировала и обобщила методику и труды крупнейших дореволюционных педагогов-музыкантов. Свои научные выводы она предложила общественности в монографии «Музыкальное воспитание в русской общеобразовательной школе». Ей были близки педагогические взгляды К. Д. Ушинского. Большую роль музыковед отдавала педагогическому творчеству учителя музыки. 
На протяжении многих десятилетий была ведущим ученым методистом в области музыкального образования.
Проживала в Москве. Умерла 11 ноября 1990 года. Похоронена на Востряковском кладбище.

## Научные труды и монографии
- Апраксина О. А. Музыкальное воспитание в русской общеобразовательной школе. М., 1948;
- Апраксина О. А. Очерки по истории художественного воспитания в советской школе. М., 1956;
- Апраксина О. А. Методика музыкального воспитания в школе: учебное пособие М., 1983;
- Апраксина О. А. Методика развития детского голоса: учебное пособие М., 1983;
- Апраксина О. А. Методика развития музыкального восприятия: учебное пособие М., 1985.